# All These Things I Hate (Revolve Around Me)
All These Things I Hate (Revolve Around Me) è una canzone della band metal Bullet for My Valentine. La canzone è il terzo singolo del loro album The Poison. Il brano è stato pubblicato tramite Sony BMG Recordings il 3 febbraio 2006. Inoltre, è il brano più "soft" dell'album
.

## Video musicale
Il video raffigura una serie di quelle che sembrano visioni di una giovane ragazza. La ragazza sogna che il suo fidanzato viene ucciso da un camion mentre esce dal vialetto con la sua auto. Questa cosa si ripete più volte, ma alla fine le previsioni si rivelano false. In un momento, la ragazza vede passare il camion che avrebbe ucciso il suo fidanzato, mentre il suo fidanzato sembra essere scomparso. Tra le varie scene si possono vedere i Bullet for My Valentine esibirsi in un cimitero. Alla fine compare Matt Tuck sopra una tomba, che sembra essere la tomba del ragazzo.

## Track list tedesca
1. "All These Things I Hate (Revolve Around Me)"
2. "Room 409 (Live)"
3. "Seven Days"
4. "My fist, Your mouth, Her scars"
5. "All These Things I Hate (Revolve Around Me)" (video musicale)

## Singoli UK
In Gran Bretagna il brano è stato pubblicato in due CD singoli. Sono stati entrambi pubblicati il 6 febbraio 2006. Ecco la lista delle canzoni:

### CD 1
1. "All These Things I Hate (Revolve Around Me)"
2. "Seven Days"

### CD 2
1. "All These Things I Hate (Revolve Around Me)"
2. "My fist, Your mouth, Her scars" Include il brano "Breathe Life" di Killswitch Engage
3. "Enhanced Content" Include il video di "All These Things I Hate (Revolve Around Me)" e due sfondi per il desktop

## Formazione
- Matthew Tuck - voce, chitarra
- Michael Paget - chitarra
- Jason James - voce, basso
- Michael Thomas - batteria